# 캐럴 앤 포드
캐럴 앤 포드(영어: Carole Ann Ford, 1940년 6월 16일 ~ )는 영국의 배우이다. 젊은 시절 드라마 《닥터 후》의 닥터 동행자 수전 포먼 역으로 출연했다.